# Ornithomimus
Ornithomimus is een geslacht van uitgestorven theropode dinosauriërs, behorend tot de groep van de Maniraptoriformes, dat tijdens het Laat-Krijt leefde in het gebied van het huidige Noord-Amerika.
Het eerste fossiel van Ornithomimus werd in 1889 ontdekt. Het dier kreeg in 1890 van de beroemde professor Marsh zijn naam die 'vogelnabootser' betekent, toen de typesoort Ornithomimus velox benoemd werd. Daarna zouden er nog zeventien andere soorten in het geslacht benoemd worden. De meeste daarvan kregen later een eigen geslachtsnaam of er werd van ontdekt dat het om heel andere dinosauriërs ging. Alleen Ornithomimus sedens is misschien nog een tweede geldige soort. Van Ornithomimus velox zijn maar weinig resten gevonden. De soort O. edmontonicus is van complete skeletten bekend is maar bleek later gelijk te zijn aan de al benoemde Dromiceiomimus brevitertius. Het meeste wat er in boeken over Ornithomimus te lezen valt, gaat in feite om Dromiceiomimus. Van de echte Ornithomimus hebben de wetenschappers maar een heel onvolledig beeld op wat algemene kenmerken na.
Ornithomimus was een tweevoeter met een horizontale romp en staart. Zijn lange nek droeg een kleine langwerpige kop die uitgerust was met een tandeloze snavel. De achterpoten waren erg lang. Ook de voorpoten waren lang met langwerpige handen. Ornithomimus was warmbloedig en had een primitief verenkleed. Ornithomimus velox was een klein dier, tegen de twee meter lang. O. sedens was veel groter en kon een vijf meter lang worden.
Het is niet helemaal zeker wat Ornithomimus at. Vermoedelijk was hij een planteneter die met zijn lange armen takken omlaag trok zodat de scherpe snavel er de meest voedzame delen van kon afbijten. Die werden in hun geheel ingeslikt en door maagstenen vermalen. Ornithomimus was een tijdgenoot van Tyrannosaurus rex en ontsnapte aan deze rover door op zijn lange achterpoten met wel zeventig kilometer per uur weg te rennen. Ornithomimus was een van de laatste dinosauriërs van het Mesozoïcum en stierf uit door de inslag van de grote meteoriet aan het einde van het Krijt.

## Vondst en naamgeving

### Ornithomimus velox

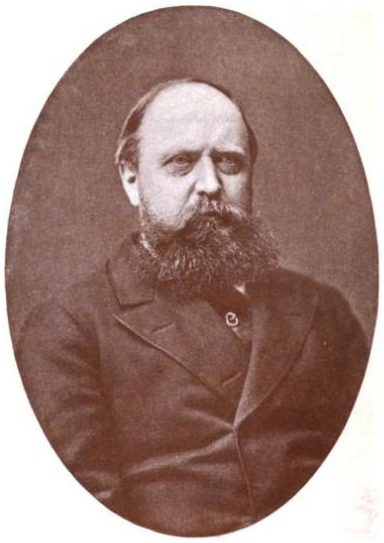
Professor Marsh gaf vijf soorten Ornithomimus hun naam

Op 30 juni 1889 groef de amateurpaleontoloog George Lyman Cannon fragmentarische fossielen van een dinosauriër op in de Beaver Creek Valley nabij Denver in Jefferson County in Colorado. De resten stuurde hij naar professor Othniel Charles Marsh. In 1890 benoemde en beschreef Marsh op grond hiervan de typesoort Ornithomimus velox. De geslachtsnaam is afgeleid van het Klassiek Griekse ὄρνις, ornis, 'vogel', en μῖμος, mimos, 'nabootser', een verwijzing naar de vogelachtige bouw. De soortaanduiding velox betekent 'snel' in het Latijn en werd gekozen omdat de soort duidelijk een snelle renner was.

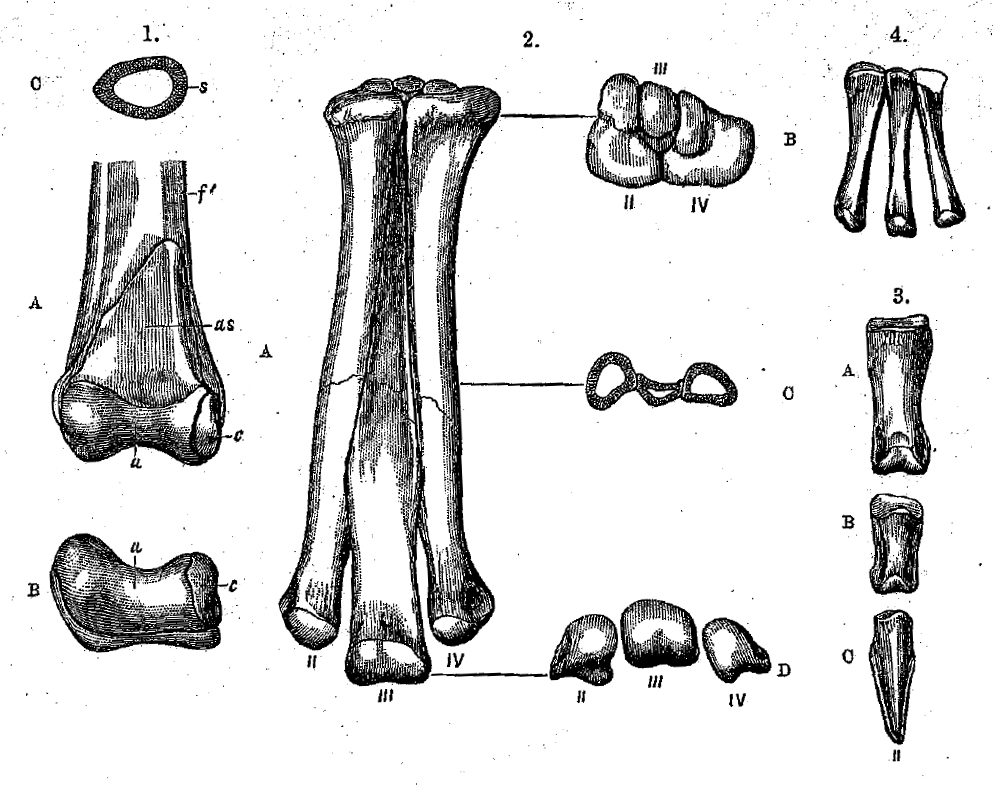
De syntypen van Ornithomimus velox

Marsh wees geen holotype aan onder de fossielen maar beschreef twee syntypen. Daarvan dacht hij dat ze van twee verschillende individuen afkomstig waren maar latere onderzoekers konden daar geen aanwijzingen voor ontdekken, niet in de botten zelf en ook niet in de correspondentie met Cannon. Het gaat om specimina YPM 542, een onderste linkeronderbeen met voet, en YPM 548, een hand. De resten waren gevonden in een laag van de Denverformatie die dateert uit het late Maastrichtien, ongeveer 66 miljoen jaar oud.
Aan Ornithomimus velox zouden daarna nog wel wat resten toegewezen worden maar de meeste van die toewijzingen worden tegenwoordig als twijfelachtig beschouwd. Uitzondering daarop vormen de in 2002 door Kenneth Carpenter beschreven specimina DMNH 33300, een handklauw, UCM 3539, een kootje, UCM 47633, een achterste staartwervel en USGS D902, een handklauw. De typesoort is daarmee vrij slecht bekend. Deze soort zou echter niet de enige in het geslacht blijven: in het begin werden alle ornithomimiden onder Ornithomimus benoemd. Dat leverde een grote reeks van soorten op, waarvan verscheidene later hernoemd zouden worden tot een eigen geslacht en van andere bleek dat ze aan heel andere dinosauriërs toebehoorden.

### Andere soorten en geslachten
Marsh had in 1890 nog geen goed beeld met wat voor dieren hij eigenlijk van doen had. Hij besefte niet eens dat het Theropoda betrof en dacht dat het Ornithopoda waren. Wel zag hij de vondst als een verklaring voor het in eerdere jaren opduiken van voetfragmenten uit het Opper-Krijt die hij bij geen enkele bekende soort had kunnen onderbrengen. Tegenwoordig begrijpen we dat het hierbij niet om ornithomimiden ging maar om de overblijfselen van Tyrannosauridae waarvan de achterpoten ook erg langgerekt zijn en een bovenaan toegeknepen, 'arctometarsaal', derde middenvoetsbeen hebben. In Marsh' tijd was die groep nog niet als zodanig onderkend; pas na zijn dood zou Tyrannosaurus beschreven worden. Marsh benoemde in 1890 twee vondsten die zijn medewerker John Bell Hatcher in Montana gedaan had als soorten van Ornithomimus. De eerste was Ornithomimus tenuis, 'de tengere', gebaseerd op specimen USNM 5814 gevonden in 1888, het uiteinde van een derde middenvoetsbeen uit het Laat-Campanien. Vermoedelijk is het afkomstig van een jong van een tyrannosauride, misschien Gorgosaurus of Daspletosaurus. De tweede was Ornithomimus grandis, 'de grote' genaamd omdat het gebaseerd was op een nu verloren gegaan specimen uit het Vroeg-Campanien dat bestond uit een zestig centimeter lang derde middenvoetsbeen. Het gaat om een niet nader te determineren ongeveer acht meter lang lid van de Tyrannosauroidea.
In 1891 vonden Hatcher en A.L. Sullins bij de Alkali Creek in Niobrara County, Wyoming, resten die wel aan een ornithomimide toebehoorden, specimen USNM 4736 bestaande uit een heiligbeen, darmbeenderen, zitbeenderen, een schaambeen en twaalf staartwervels uit het Maastrichtien. Die werden in 1892 door Marsh benoemd als Ornithomimus sedens, 'de zittende' of 'de onbeweeglijke', vermoedelijk vanwege de opvallende vogelachtige vergroeiingen in het bekken. Nu pas begreep Marsh dat het om een theropode ging. In 2001 is aan O. sedens nog een tweede specimen toegewezen: BHI 1266 bestaande uit een zeer volledig skelet met schedel, dat echter nog onbeschreven is. In dezelfde publicatie uit 1892 benoemde Marsh een ander specimen bestaande uit drie kleine middenvoetbeenderen als een vijfde soort: Ornithomimus minutus, 'de piepkleine'. Het holotype, YPM 1049, is later kwijtgeraakt; vermoedelijk gaat het hier om een lid van de Dromaeosauridae of de Alvarezsauridae; in 1972 werd het door Dale Russell hernoemd tot een Dromaeosaurus minutus, in 2000 door George Olshevsky tot een Troodon minutus.
In 1902 benoemde Lawrence Lambe een fossiel in 1901 gevonden in het Campanien van Alberta, Canada, specimen CMN 930, een stel achterpoten, als een zesde soort: Ornithomimus altus, 'de hoge'. In 1916 werd dit echter door Henry Fairfield Osborn hernoemd tot een tweede ornithomimide geslacht: Struthiomimus.
In 1920 hernoemde Charles Whitney Gilmore fragmentarisch materiaal uit het Onder-Krijt van Maryland gevonden door Arthur Bibbins en benoemd als Dryosaurus grandis tot een Ornithomimus affinis. Afgezien van de geldigheid van de hernoeming gaat het niet om ornithomimide materiaal.
In 1926 benoemde William Arthur Parks een Struthiomimus brevetertius en in 1928 een Struthiomimus samueli, de laatste op basis van een door Levi Sternberg bij Steveville gevonden exemplaar. In 1930 werden deze door Loris Russell hernoemd tot een Ornithomimus brevitertius — waarbij de soortaanduiding geëmendeerd werd — en een Ornithomimus samueli. In 1933 benoemde Parks een Struthiomimus currellii en een Struthiomimus ingens, op basis van in 1931 door Sternberg bij Munson Ferry gevonden specimina ROM 851 en ROM 852, welke in 1967 door D.A. Russell werden hernoemd tot een Ornithomimus currellii en een Ornithomimus ingens. In 1933 benoemde Charles Mortram Sternberg de soort Ornithomimus edmontonicus uit het vroege Maastrichtien, later soms overbodig geëmendeerd tot O. edmontonensis. Naar huidige inzichten vallen al deze vijf ornithomimussoorten onder Dromiceiomimus, het aparte geslacht dat D.A. Russell in 1972 voor Struthiomimus brevetertius benoemde.
In 1930 hernoemde Oliver Perry Hay Aublysodon mirandus Leidy 1868, gebaseerd op losse tanden uit het late Campanien, tot een Ornithomimus mirandus. Indertijd werd nog aangenomen dat ornithomimiden tanden hadden. Tegenwoordig wordt het materiaal beschouwd als een nomen dubium, een niet verder te determineren lid van de Tyrannosauridae.
In 1933 benoemde Parks een Ornithomimus elegans op basis van specimen ROM 781, een voet. Tegenwoordig wordt het meestal gezien als materiaal behorend tot Chirostenotes; in 2013 is het echter ook benoemd als een tweede soort van het geslacht Leptorhynchos. In 2020 werd het een eigen geslacht Citipes.  Hetzelfde jaar benoemde Gilmore de eerste Aziatische ornithomimide: Ornithomimus asiaticus. In 1972 werd deze door Russell hernoemd tot een eigen geslacht: Archaeornithomimus.
In 1965 hernoemde Oskar Kuhn een Belgische soort die in 1903 door Louis Dollo Megalosaurus lonzeensis gedoopt was, bekend van een klauw, tot een Ornithomimus lonzeensis. Eerder had Friedrich von Huene gemeend dat het een lid van de Ornithomimidae betrof en het informeel aangeduid met 'Ornithomim. gen. Belgium' (1923; [Ornithomimidarum genus Belgium]) en een 'Ornithomimidorum gen. A' (1926). Naar huidige inzichten gaat het vermoedelijk om een voetklauw van een lid van de Abelisauroidea.
In 1865 had Joseph Leidy specimen ANSP 9222, bestaande uit twee veertig centimeter lange scheenbeenderen uit het Campanien-Maastrichtien, benoemd als Coelosaurus antiquus. In 1979 herkenden Donald Baird en Jack Horner de vondst als materiaal van een ornithomimide en hernoemden het tot Ornithomimus antiquus; Coelosaurus bleek al een bezette naam te zijn en had als geslacht dus geen prioriteit. In 1997 stelde Robert Sullivan echter dat Ornithomimus antiquus een synoniem was van O. edmontonicus en O. velox en dus als soort prioriteit had boven beide en zelfs de typesoort was van het geslacht. Het vermeende overeenkomende kenmerk van O. antiquus, de vorm van de crista cnemialis, kan echter wegens de beperktheid van het materiaal niet met O. velox vergeleken worden en bleek achteraf bij een hele reeks van ornithomimiden voor te komen maar nergens precies gelijkvormig.
In 1988 hernoemde Gregory S. Paul Gallimimus bullatus Osmolska, Roniewicz & Barsbold 1972 tot een Ornithomimus bullatus, als tegenwicht tegen de trend om iedere soort een eigen geslacht te geven. Ook in dit geval is hij hierin door niemand gevolgd.

### Soortenlijst
Het ingewikkelde proces van naamgeving kan samengevat worden in de volgende soortenlijst; niet tot een eigen geslacht hernoemde soorten die niet werkelijk onder Ornithomimus vallen, worden als "non Ornithomimus" aangemerkt:
- Ornithomimus velox Marsh 1890: valide typesoort van het geslacht Ornithomimus
- Ornithomimus grandis Marsh 1890: misschien valide soort, non Ornithomimus, = Deinodon grandis (Marsh 1890) Osborn 1916, = Aublysodon grandis (Marsh 1890) von Huene 1932
- Ornithomimus tenuis Marsh 1890: nomen dubium, non Ornithomimus, = Struthiomimus tenuis (Marsh 1890) Osborn 1916, non Struthiomimus
- Ornithomimus sedens Marsh 1892: valide soort, misschien non Ornithomimus, = Struthiomimus sedens (Marsh 1892) Farlow 2001
- Ornithomimus minutus Marsh 1892: misschien valide soort, non Ornithomimus, = Dromaeosaurus minutus (Marsh 1892) Russell 1972, = Troodon minutus (Marsh 1892) Olshevsky 2000, non Troodon
- Ornithomimus altus Lambe 1902: valide typesoort van het geslacht Struthiomimus, = Struthiomimus altus (Lambe 1902) Osborn 1916
- Ornithomimus affinis Gilmore 1920: bezette soortaanduiding, non Ornithomimus, = Dryosaurus grandis Lull 1911, = Coelosaurus affinis (Gilmore 1920) Matthew & Brown 1922, = Archaeornithomimus affinis (Gilmore 1920) Russell 1972, non Archaeornithomimus
- Ornithomimus brevitertius (Parks 1926) Russell 1930: vermoedelijk non Ornithomimus, = Struthiomimus brevetertius Parks 1926, vermoedelijk non Struthiomimus, = Dromiceiomimus brevitertius (Parks 1926) Russell 1972
- Ornithomimus samueli (Parks 1928) Russell 1930: vermoedelijk non Ornithomimus, = Struthiomimus samueli Parks 1928, = Dromiceiomimus samueli (Parks 1928) Russell 1972
- Ornithomimus mirandus (Leidy 1868) Hay 1930: nomen dubium, non Ornithomimus, = Aublysodon mirandus Leidy 1868
- Ornithomimus elegans Parks 1933: = Macrophalangia elegans (Parks 1933) Koster, Currie, Eberth, Brinkman, Johnston & Braman 1987, = Chirostenotes elegans (Parks 1933) Currie & Russell 1988, = Elmisaurus elegans (Parks 1933) Currie 1989, = Leptorhynchos elegans Longrich, Clark, Barnes & Millar 2013, = Citipes Funston 2020
- Ornithomimus asiaticus Gilmore 1933: valide typesoort van het geslacht Archaeornithomimus, = Archaeornithomimus asiaticus (Gilmore 1933) Russell 1972
- Ornithomimus edmontonicus Sternberg 1933: jonger synoniem van Dromiceiomimus brevitertius, = Ornithomimus edmontonensis Sternberg 1933 per Russell 1964, = Struthiomimus edmontonicus (Sternberg 1933) Paul 2010
- Ornithomimus lonzeensis (Dollo 1903) Kuhn 1965: non Ornithomimus, = Megalosaurus lonzeensis Dollo 1903, non Megalosaurus, = Struthiomimus lonzeensis (Dollo 1903) Glut 1997, non Struthiomimus
- Ornithomimus currellii (Parks 1933) Russell & Chamney 1967: jonger synoniem van Dromiceiomimus brevitertius, = Struthiomimus currellii Parks 1933
- Ornithomimus ingens (Parks 1933) Russell & Chamney 1967: jonger synoniem van Dromiceiomimus brevitertius, = Struthiomimus ingens Parks 1933
- Ornithomimus antiquus (Leidy 1865) Baird & Horner 1979: misschien non Ornithomimus, Ornithomimidae of Theropoda incertae sedis, = "Coelosaurus" antiquus Leidy 1865 (nomen preoccupatum per Owen 1854)
- Ornithomimus bullatus (Osmolska, Roniewicz & Barsbold 1972) Paul 1988: non Ornithomimus, = Gallimimus bullatus Osmolska, Roniewicz & Barsbold 1972

### De "Ornithomimusimplosie" en haar gevolgen
Doordat Marsh na de benoeming van de typesoort Ornithomimus velox nog eens vier andere soorten binnen het geslacht onderbracht, kreeg dat het karakter van een echte groep, die in feite samenviel met de Ornithomimidae. Osborn probeerde dat in 1916 te breken met de benoeming van een aparte Struthiomimus maar dat onderscheid werd vanaf het midden van de jaren dertig meestal niet meer aanvaard, vooral toen uit de vondst van O. edmontonicus bleek dat zijn gedachte dat Struthiomimus 'primitiever' was door het bewaren van een vijfde middenvoetsbeen terwijl de metatarsalia bij Ornithomimus tot vier gereduceerd zouden zijn, berustte op een misverstand: de middenvoet was bij O. velox toevallig niet goed bewaard gebleven. Loris Russell bracht daarom de struthiomimussoorten van Parks weer naar Ornithomimus over.
In de decennia daarna werd er weinig aandacht meer besteed aan dinosauriërs in het algemeen en Ornithomimus is het bijzonder. Het beeld van dat geslacht werd voornamelijk bepaald door O. edmontonicus die van goede resten bekend was. Bijna alle illustraties in populair-wetenschappelijke boeken en museummodellen die tot op de dag van vandaag het etiket Ornithomimus krijgen opgeplakt, geven in feite O. edmontonicus weer. De laatste jaren begint dat problematisch te worden doordat het geslacht Ornithomimus steeds verder in omvang is teruggebracht zodat men van een ware 'ornithomimusimplosie' kan spreken.
Het reductieproces begon in 1972 toen D.A. Russell, die in 1967 nog in de oude traditie een O. currellii en een O. ingens geschapen had, besloot het overladen geslacht te splitsen. Het Aziatische materiaal bracht hij onder in een aparte Archaeornithomimus en ook Ornithomimus affinis werd een Archaeornithomimus affinis. Het overige Amerikaanse materiaal probeerde hij zo veel mogelijk in twee geslachten onder te brengen: Ornithomimus zelf en een nieuw genus Dromiceiomimus. Ornithomimus velox en Ornithomimus edmontonicus waren geldige soorten van Ornithomimus. Struthiomimus currellii was een jonger synoniem van Ornithomimus edmontonicus. Struthiomimus brevetertius werd een eigen Dromiceiomimus brevitertius en Struthiomimus ingens was daar een jonger synoniem van. In 1985 plaatste hij nog wat soorten. Struthiomimus altus werd als een apart geslacht erkend, evenals de nieuwe Gallimimus, zodat er in zijn systeem nu vijf ornithomimide genera waren. Ook Ornithomimus sedens werd nu als een valide soort gezien.
Russells indeling werd een tijdlang aanvaard. In het begin van de eenentwintigste eeuw echter werd het door onderzoek van Peter Makovicky duidelijk dat er geen verschil te ontdekken was tussen Ornithomimus edmontonicus en Dromiceiomimus brevitertius. De eerste is daarmee een jonger synoniem van de laatste. Ornithomimus wordt nog steeds zo met Ornithomimus edmontonicus geïdentificeerd dat men meestal de volgens de officiële regels onvermijdelijke consequentie hiervan, dat die prioriteit minstens erkend wordt door van een Ornithomimus brevitertius te gaan spreken, niet aandurft en de combinatie Ornithomimus edmontonicus blijft gebruiken.
De identiteit van de twee soorten zou in beginsel betekenen dat Dromiceiomimus onder Ornithomimus valt en dus als apart geslacht vervalt. Uit recente analyses blijkt echter dat O. edmontonicus niet nauw aan O. velox verwant is. Verschillende onderzoekers handhaven daarom een apart geslacht Dromiceiomimus zodat Ornithomimus edmontonicus een Dromiceiomimus brevitertius wordt. Binnen het geslacht Ornithomimus blijven dan nog maat twee soorten over: O. velox en O. sedens. Ook die laatste is echter mogelijk niet direct aan de eerste verwant en wordt door sommige onderzoekers bij Struthiomimus ondergebracht. Ornithomimus is zo geïmplodeerd tot alleen de typesoort Ornithomimus velox. Wat men van een van de bekendste dinosauriërgeslachten meende te weten, betreft dan in feite Dromiceiomimus. Marsh' neiging op op grond van onvoldoende materiaal soorten te benoemen zou dan voor Ornithomimus dezelfde taxonomische verwarring opgeleverd hebben als bij zijn Allosaurus en Stegosaurus. Bij die laatste geslachten heeft men al officiële verzoeken ingediend bij het ICZN om orde te scheppen in de chaos door er een nieuwe typesoort en een neotype voor aan te wijzen. Er zijn al stemmen opgegaan om bij Ornithomimus hetzelfde te doen omdat O. velox een nomen dubium zou zijn, een taxon gebaseerd op in feite niet te identificeren materiaal. Andere onderzoekers wijzen er echter op dat O. velox wel degelijk te onderscheiden valt: het was immers dat onderscheid dat de 'implosie' zo radicaal gemaakt heeft.

## Beschrijving

### Algemene bouw en grootte

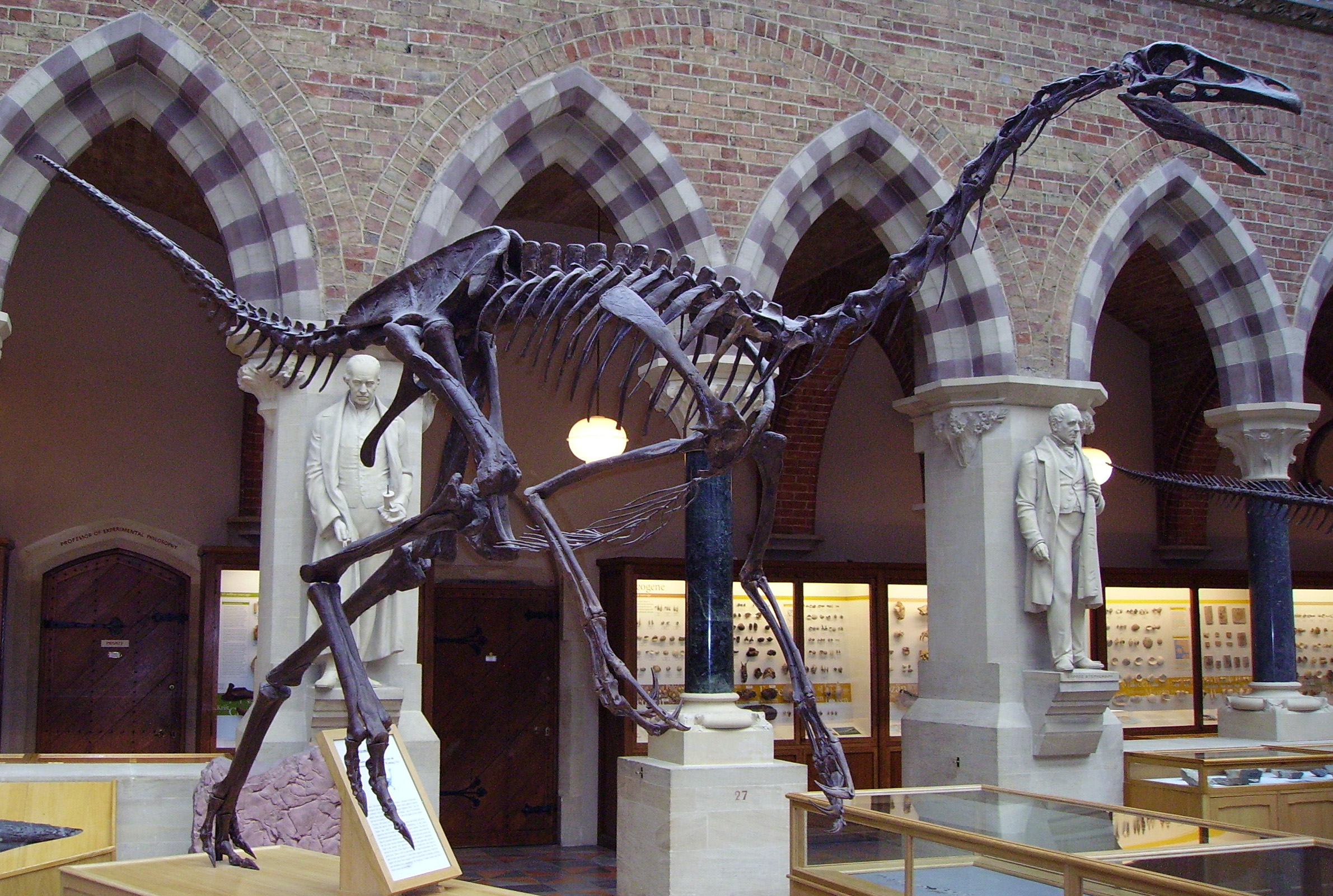
Afgietsel van BHI 1266, het tweede O. sedens-skelet, dat onder de naam Struthiomimus sedens verkocht wordt

De meeste beschrijvingen van Ornithomimus hebben in feite betrekking op Dromiceiomimus. Van O. sedens is een vrij compleet skelet bekend maar dat is nog niet beschreven. Daarbij ligt het in de rede dat bij zo'n beschrijving meteen ook een apart geslacht benoemd zal worden. Van O. velox is maar weinig materiaal bekend en het merendeel daarvan is ook al niet beschreven. Het is daarom slechts mogelijk een algemene indruk te geven van de bouw van Ornithomimus, gebaseerd op informatie van verwante soorten.

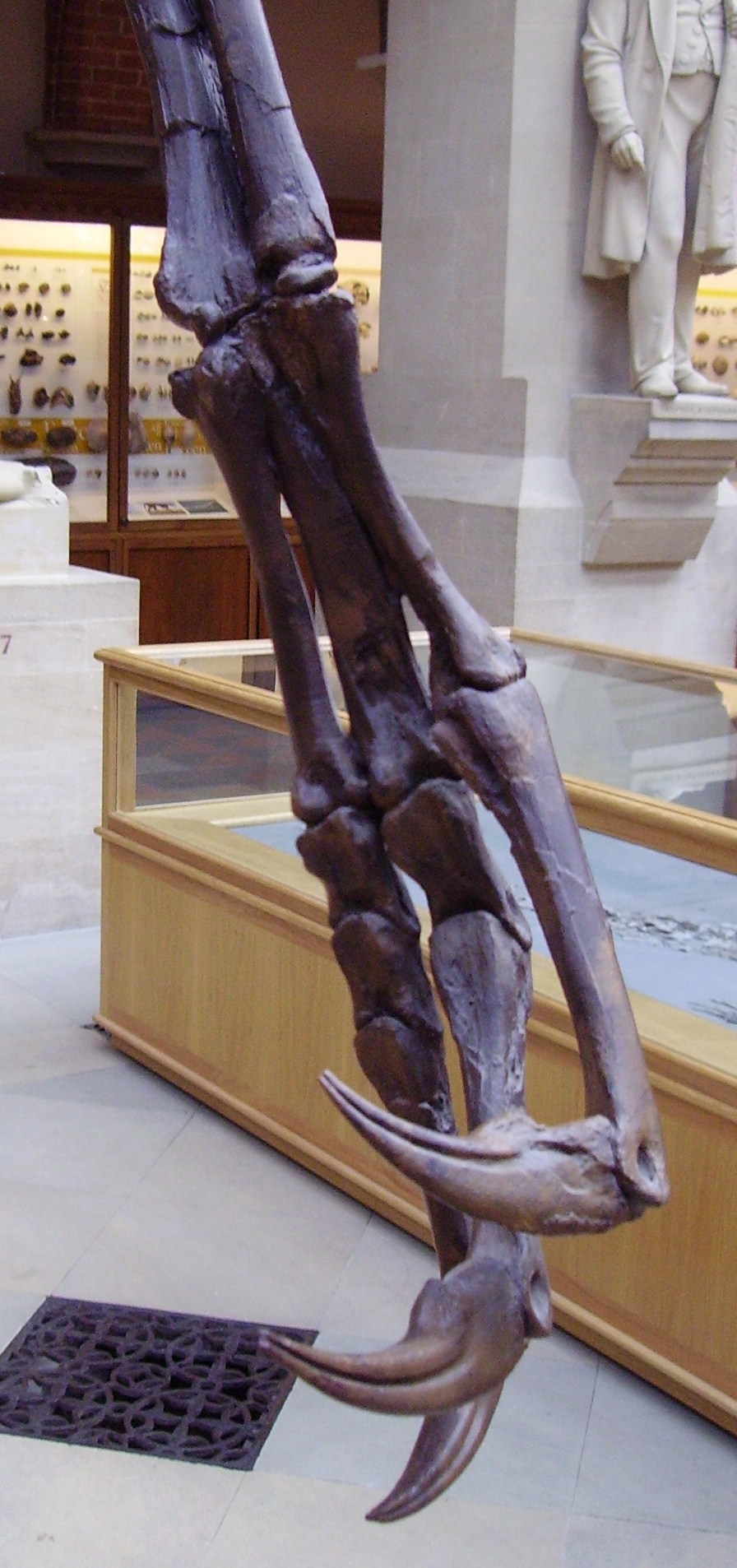
De lange hand is een onderscheidend kenmerk van O. sedens

Ornithomimus moet ongeveer de bouw gehad hebben van een struisvogel: hetzelfde formaat, zeer lange poten met een lang onderbeen en voet, lange armen met grote langgerekte handen, een horizontale romp, een vermoedelijk niet al te lange staart en een lange smalle nek die een klein hoofd draagt met een tandeloze snavel. Hoogstwaarschijnlijk is de soort warmbloedig en voorzien van een primitief verenkleed om de lichaamstemperatuur op peil te houden. Pneumatisering, het doortrokken zijn van luchtholten, van het bot, wijst erop dat er een ademhalingssysteem aanwezig was dat gebruik maakte van luchtzakken, die de lucht steeds in één richting door de stijve longen persten, net als bij de huidige vogels.
Er zullen echter ook duidelijke verschillen geweest zijn met moderne loopvogels. De meeste ornithomimiden zijn niet zo elegant en eerder krachtig en schonkig gebouwd. Er is een puntig staarteinde; het dijbeen is veel verticaler, de borstkas is ondieper en steekt meer naar voren uit en de schedel is langwerpiger. Een groot schuin naar voren stekend schaambeen maakt de buikholte laag en moet een opvallende diepe holle curve onder de romp gevormd hebben.
Wat de absolute grootte betreft, is er een markant verschil tussen de typespecimina van O. velox en O. sedens. Het holotype van de typesoort wijst op een vrij klein individu met een lichaamslengte van anderhalf à twee meter. Tenzij dit een jong dier betreft, moet O. velox een van de kleinste ornithomimiden geweest zijn, zo'n vijftien kilogram zwaar. Het holotype van O. sedens daarentegen is een fors exemplaar. Paul schatte in 2010 de lichaamslengte op 4,8 meter, het gewicht op driehonderdvijftig kilogram.

### Onderscheidende kenmerken vanOrnithomimus veloxenO. sedens
Beide nog als zodanig erkende ornithomimussoorten hebben ook eigen kenmerken die het mogelijk maken ze van elkaar en andere verwanten te onderscheiden en rechtvaardigen ze als geldige taxa te beschouwen.
Eigenschappen die traditioneel tot de diagnose van O. velox behoren, zijn een eerste middenhandsbeen dat langer is dan het tweede, een breed vierde middenvoetsbeen en nauwe voetklauwen. Deze kenmerken komen echter ook bij Dromiceiosaurus voor. Dale Russell kwam daarom tot de conclusie dat O. velox daarvan eigenlijk niet te onderscheiden viel. Later onderzoek heeft echter nieuwe unieke eigenschappen opgeleverd: het eerste middenhandsbeen heeft aan de kant van het lichaam een gewrichtsknobbel die meer naar voren geplaatst is dan de gewrichtsknobbel aan de buitenkant; tussen het tweede en derde middenhandsbeen is een hiaat; het derde middenhandsbeen is bovenaan niet meer naar achteren geplaatst dan het tweede; de voetklauwen zijn relatief recht.
Er zijn ook wat maten van skeletelementen bekend: het sprongbeen is zesenzeventig millimeter hoog en vijfenvijftig breed; de kootjes van de tweede teen hebben een lengte van respectievelijk eenenvijftig, drieëntwintig en vijfenveertig millimeter; de laatste afmeting is dus die van de klauw. In de hand is het eerste middenhandsbeen zevenenvijftig millimeter lang, het tweede drieënvijftig en het derde ongeveer zevenenveertig.
Het holotype van O. sedens was weinig onderscheidend; er is in feite nooit een diagnose voor opgesteld. Het nieuwe specimen daarentegen heeft een groot potentieel aan unieke afgeleide eigenschappen ofwel autapomorfieën; tot nu toe is daarvan slechts één naar buiten gekomen: de hand heeft meer dan honderdzeven procent van de lengte van het opperarmbeen.

## Fylogenie
Ornithomimus werd door Marsh in 1890 in een eigen familie Ornithomimidae geplaatst en dat is nog steeds een gebruikelijke indeling. Ornithomimus behoort zelfs per definitie tot de moderne kladen Ornithomimidae en Ornithomiminae. Hierbij gaat het echter om Ornithomimus edmontonicus, dus vermoedelijk Dromiceiomimus; het is dus in principe mogelijk dat O. velox en O. sedens buiten de Ornithomimidae vallen, hoewel dat feitelijk zeer onwaarschijnlijk is en niet de uitkomst van de analyses.
In stambomen van de Ornithomimidae neemt Ornithomimus meestal een afgeleide positie in wat echter ten dele kunstmatig is: andere soorten worden gerangschikt naarmate van hun verwantschap met Ornithomimus. Opnieuw gaat het dan om O. edmontonicus. O. velox en O. sedens werden niet apart geanalyseerd; men ging er stilzwijgend van uit dat die een cluster met O. edmontonicus zouden vormen. Pas de laatste jaren worden Ornithomimus velox, O. sedens en Dromiceiomimus als zelfstandige Operational Taxonomic Unit ingevoerd. Daarbij bleek dat de Amerikaanse soorten vermoedelijk niet simpelweg een gezamenlijke groep vormen ten opzichte van de Aziatische. Struthiomimus, Dromiceiomimus, Ornithomimus velox of O. sedens vallen vaak uit als nauwer verwant aan de Aziatische Anserimimus of Gallimimus dan aan elkaar. Dat kan verklaard worden uit het feit dat Azië en Noord-Amerika in het Opper-Krijt vaak met elkaar verbonden waren en een uitwisseling van soorten plaatsvond. De precieze onderlinge verwantschappen zijn echter nog zeer onzeker en kunnen pas opgehelderd worden door een betere beschrijving van O. sedens en de vondst van completer materiaal van Ornithomimus velox.
Marsh dacht, wegens Ornithomimus grandis, dat het geslacht zeer grote vormen omvatte en dus deel uitmaakte van de Carnosauria, een groep waarin alle grote theropoden werden samengebracht. Tegenwoordig is duidelijk geworden dat de ornithomimiden tot de Coelurosauria behoren, meer bepaald de Maniraptoriformes. Als zodanig is Ornithomimus in iets ruimere zin verwant aan de Maniraptora waaronder de vogels.

## Levenswijze

### Habitat
De 'ornithomimusimplosie' heeft gevolgen voor de habitat waarin Ornithomimus gedacht moet worden. O. edmontonicus ofwel Dromiceiomimus leefde in het vroege Maastrichtien, drie tot vier miljoen jaar eerder dan de nog geldige ornithomimussoorten Ornithomimus velox en O. sedens. Dromiceiomimus kan de prooi geweest zijn van Albertosaurus sarcophagus; zijn resten zijn vrij noordelijk gevonden in een gebied met koele winters en wellicht bladverliezende loofbomen. Het leefgebied van Ornithomimus velox en O. sedens op de oostkust van Laramidia bestond uit vrij natte bosgebieden met een matig warm klimaat. Ze waren leefgenoten van een heel andere fauna: Tyrannosaurus, Triceratops en Ankylosaurus en behoorden zo tot de laatste dinosauriërs van het Mesozoïcum. Ze zijn vermoedelijk uitgeroeid door de inslag van de grote meteoriet aan het einde van het Krijt. De precieze niche die Ornithomimus velox in zijn habitat innam, hangt af van de lastig te beantwoorden vraag waarvan hij eigenlijk leefde.

### Dieet
Het vaststellen van het dieet van Ornithomimus is problematisch gebleken. Marsh, die de kop niet kende, was ook nog niet gedwongen een verklaring te zoeken voor de speciale vorm ervan. Hij ging ervan uit dat de ornithomimiden als theropoden carnivoren waren. Pas de vondst van Struthiomimus die de langwerpige tandeloze schedel duidelijk maakte, leidde begin twintigste eeuw tot de eerste speculaties over een speciaal dieet. William Beebe dacht dat de ornithomimiden insecteneters waren en met hun lange handklauwen termietenheuvels openbraken, net als de moderne miereneters. Barnum Brown echter meende dat ze als waadvogels de kustlijn afstroopten op zoek naar schaaldieren. Beide hypothesen werden verworpen door Osborn; speciale aanpassingen aan een levenswijze aan het strand kon hij niet ontdekken en in ieder geval waren de klauwen en armen te zwak om de keiharde schil van termietennesten te doorbreken. Hij stelde voor dat de levenswijze gelijk was aan het moderne dier waar ze het meest op leken: de struisvogel. Ze zouden dus voornamelijk grazende planteneters zijn geweest. Het ontbreken van de tanden paste goed bij zo'n herbivore levenswijze. Met de lange armen zouden ook takken omlaag gebogen kunnen zijn, zodat de lange nek mede hoger in bomen en struiken had kunnen reiken. William King Gregory vulde Osborns theorie aan door erop te wijzen dat ook kleine dieren niet versmaad zouden worden en dat Ornithomimus dus vermoedelijk een omnivoor was. Hij suggereerde daarbij dat ze vooral nestrovers waren en aldus werd Ornithomimus talloze malen afgebeeld terwijl hij zich tegoed deed aan andermans eieren.
De moderne interpretatie is in wezen opnieuw die van King Gregory, nadat het begin jaren zeventig een tijdlang populair geworden was de ornithomimiden als pure vleeseters te beschouwen. Modern onderzoek heeft die nog wat verfijnd met nieuwe inzichten en feiten. Halszka Osmólska wees er in de jaren zeventig op dat de hand ten opzichte van de onderarm naar binnen geklapt kon worden om zo als een haak te fungeren die takken naar beneden kon trekken. Tegenwoordig wordt begrepen dat de smalle kop wijst op een dieet van hoogwaardig voedsel en dat de snijranden van de kaken er vrijwel zeker duiden dat dit uit planten bestond. De lange benen konden gebruikt worden om zonder veel energieverspilling langere afstanden af te leggen op zoek naar de meest voedselrijke locaties. Bij Sinornithomimus zijn gastrolieten of maagstenen gevonden die ingeslikt werden om in een spiermaag het voedsel fijn te malen; vermoedelijk waren alle ornithomimiden hiermee uitgerust. Nog steeds is echter onbekend wat voor plantenmateriaal nu precies gegeten werd en welk deel dierlijk voedsel van het dieet uitmaakte. Het wordt tegenwoordig niet meer waarschijnlijk geacht dat eieren een belangrijk deel van het menu uitmaakten.
Ornithomimus velox stond ook zelf op het menu en wel van de beruchte Tyrannosaurus rex. Jonge tyrannosauri hadden lange achterpoten en moeten zeer snelle jagers geweest zijn. Ornithomimus verdedigde zich kennelijk door nog sneller te zijn: de lange benen en het enorme aanhechtingsvlak dat de verlengde ossa ilium (darmbeenderen) voor de beenspieren vormden, moeten een snelheid van ruim zeventig kilometer per uur mogelijk hebben gemaakt.

### Sociaal gedrag
Het is waarschijnlijk dat Ornithomimus als planteneter in kudden leefde; bij de verwant Sinornithomimus zijn die althans in hun geheel gefossiliseerd; van mogelijk Dromiceiomimus werd in 2013 een gefossiliseerd groepje van drie individuen gemeld. Broedkolonies, individuele nesten, eieren of pas uitgekomen jongen zijn van Ornithomimus niet bekend; ook van het rijpingsproces kennen we geen details. Evenmin toont het lichaam structuren die evident als pronkorgaan konden dienen.